# André Reboullet
André Reboullet  (* 22. November 1916 in Ruoms; † 31. Januar 2010 in Paris) war ein französischer Romanist und Fremdsprachendidaktiker.

## Leben
Reboullet wuchs im Département Ardèche auf, besuchte die École normale d’instituteurs in Privas und trat 1937 in die École normale supérieure von Paris ein. Er bestand die Agrégation und wurde Gymnasiallehrer in der Bretagne. Von 1947 bis 1956 leitete er eine Schule der Alliance française in Santiago de Chile. Zurück in Paris wurde er stellvertretender Leiter des BELC (Bureau pour l’enseignement de la langue et de la civilisation françaises à l’étranger) und war 1961 Gründer und bis 1981 Chefredakteur der Zeitschrift Le français dans le monde, der seinerzeit bedeutendsten Zeitschrift für Französisch als Fremd- und Zweitsprache. Er war 1968 Mitgründer der Association française des professeurs de français (AFPF, später Association française des enseignants de français, AFEF), 1969 der Fédération internationale des professeurs de français (FIPF) und 1987 der Société Internationale pour l’Histoire du Français Langue Étrangère ou Seconde (SIHFLES) mit der Zeitschrift Documents pour l’histoire du français langue étrangère ou seconde.

## Werke
- (Hrsg.) Guide pédagogique pour le professeur de français langue étrangère, Paris  1971, 1984
- (Hrsg.) L'enseignement de la civilisation française, Paris 1973 (Symposium sur l'enseignement de la civilisation française au niveau universitaire, Santiago-du-Chili, 16-29 juillet 1970)
- (Hrsg. mit Marc Blancpain) Une Langue, le français aujourd'hui dans le monde, Paris 1976
- (Hrsg. mit Michel Tétu) Guide culturel. Civilisations et littératures d'expression française, Paris 1977
- Méthode Orange, 3 Bde., Paris 1978-1983, 1984-1989 (Lehrbuch Französisch als Fremdsprache)
- (mit Jean-Jacques Frèche), A comme... 60 fiches de pédagogie concrètes pour le professeur de français, Paris 1979
- (mit Jacques Verdol und Jean-Louis Malandain) Rendez-vous en France - le livre ressource, Paris 1990 (Führer für den Frankreichaufenthalt)
- (Hrsg. mit Willem Frijhoff) Histoire de la diffusion et de l’enseignement du français dans le monde, Paris 1998 (Le français dans le monde. Recherches et applications. Sondernummer)